# Hồ Văn Trung (Cà Mau)
Hồ Văn Trung (1984 – 2 tháng 11 năm 2019) là một người Việt Nam, được biết đến vì sở hữu chiều cao vượt trội và được xem là người cao nhất của Việt Nam.

## Tiểu sử
Hồ Văn Trung sinh vào khoảng năm 1983–1984 ở Cà Mau, là con đầu trong một gia đình có 4 anh chị em. Do hoàn cảnh khó khăn nên bố mẹ anh phải kiếm sống bằng cách bán dừa dạo, nhưng vẫn không đủ để trang trải cuộc sống của gia đình. Sau này, Trung di chuyển đến xã Viên An Đông, huyện Ngọc Hiển và làm nghề nuôi tôm, nhằm giúp đỡ tài chính cho gia đình anh.

## Chiều cao
Theo gia đình của Trung, ban đầu anh là một người khỏe mạnh, phát triển bình thường, nhưng vào năm 18 tuổi, anh bị mắc bệnh sốt cao trong thời gian dài. Khoảng 1 năm sau khi hết sốt, chiều cao và cân nặng Trung bỗng tăng lên đột ngột. Điều này đã làm cho việc di chuyển của anh khó khăn hơn. Do mặc cảm, nên Hồ Văn Trung đã sống ẩn dật tại vuông tôm bên rừng đước ở huyện Ngọc Hiển, cũng như hạn chế đi ra ngoài.
Vào một lần, anh được đưa vào bệnh viện Đa khoa tỉnh Cà Mau để điều trị bệnh suy thận. Do có thân hình cao lớn, nên anh đã nhận được sự chú ý của nhiều người. Một thời gian sau khi nhập viện, Trung tiếp tục cao thêm 7 cm, vượt qua cả Trần Thành Phố – người được Sách Kỷ Lục Guinness công nhận là cao nhất Việt Nam (2,28m). Dù nhiều người muốn đề nghị Guinness công nhận Trung là người cao nhất Việt Nam, nhưng anh đã từ chối, bày tỏ rằng anh không muốn kỷ lục gì mà chỉ mong sao có tiền để trị bệnh vì gia cảnh khó khăn. Các bác sĩ cho biết, vì mắc bệnh liên quan đến tuyến yên nên anh mới cao như thế.

## Qua đời
Ngày 2 tháng 11 năm 2019, Hồ Văn Trung qua đời sau một tuần phẫu thuật ruột già. Anh được an táng tại xã Hoà Mỹ, huyện Cái Nước, tỉnh Cà Mau.